# Egon Körner
Egon Körner (* 6. Juni 1908 in Neubeckum; † 22. März 1986) war ein deutscher Architekt.

## Leben
Körner studierte an der Baugewerkschule Holzminden und ging nach dem Abschluss nach Berlin, wo er im Architekturbüro von Bruno Taut und Max Taut arbeitete. Später war er in Dresden im Architekturbüro von Wilhelm Kreis tätig. Anschließend machte er sich in Dresden als Architekt selbständig und war landesweit am Wiederaufbau, Umbau und Neubau von Sakralbauten beteiligt.

## Bauten

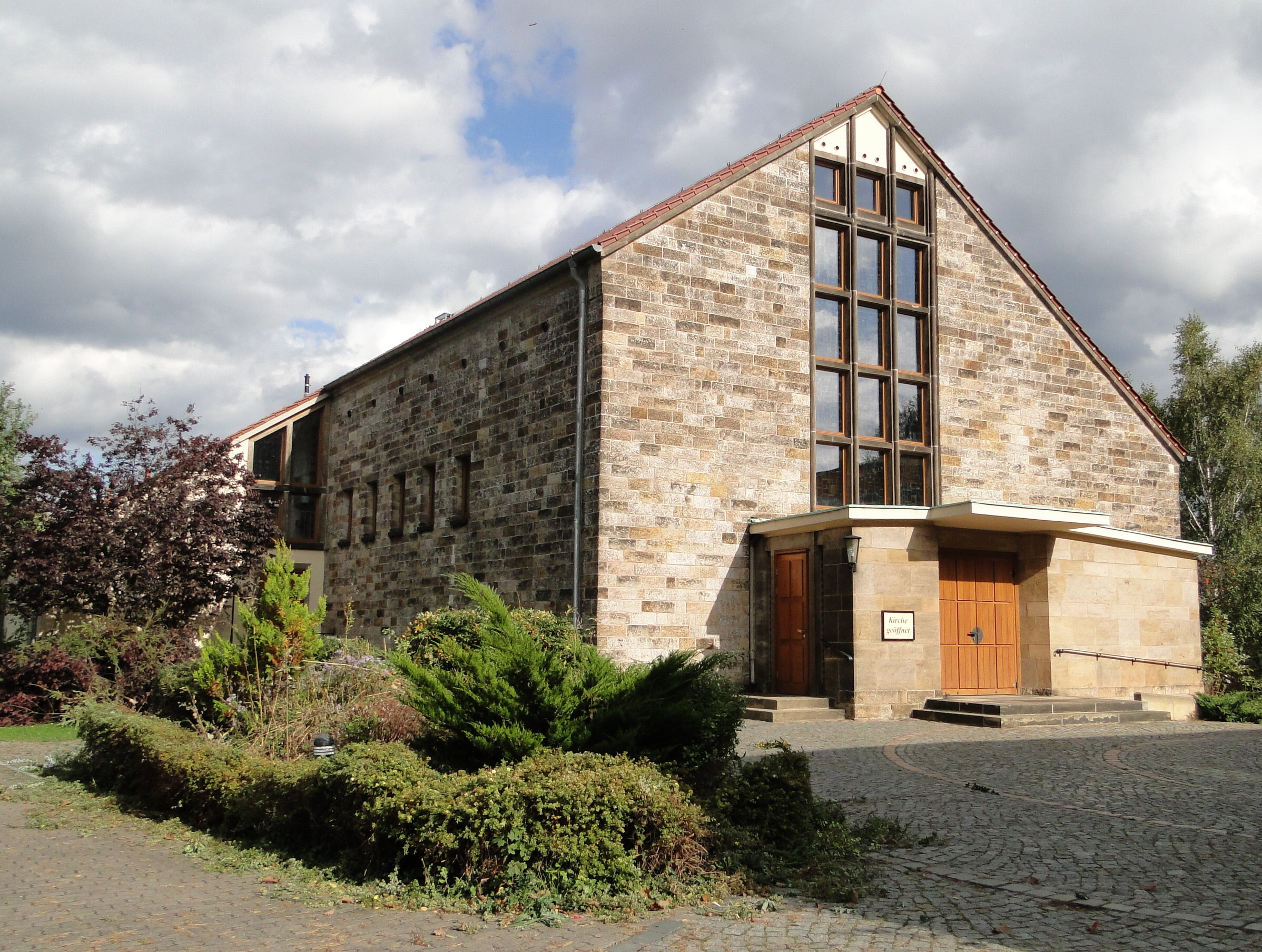
St. Petrus, Dresden

- 1954–1957: Restaurierung des Doms St. Petri in Bautzen
- 1957–1959: St. Konrad in Dippoldiswalde
- 1960–1962: St. Petrus in Dresden-Strehlen
- 1960er-Jahre: Umgestaltung des Innenraums von St. Paulus in Dresden
- 1960er-Jahre: Umgestaltung des Innenraums von St. Antonius in Dresden
- 1967–1971: Maria, Mutter der Christenheit in Reichenbach bei Guben
- 1969–1970: Umbau der Kapelle St. Mariä Himmelfahrt in Dresden-Striesen
- ab 1970: Umgestaltung des Innenraums der Herz-Jesu-Kirche in Dresden